# John Taylor (atlet)
John Taylor (n. 3 noiembrie 1882, Washington, D.C., District of Columbia, SUA – d. 2 decembrie 1908, Pennsylvania, SUA) a fost un atlet ce a reprezentat Statele Unite ale Americii, medaliat olimpic. A participat la o ediție a Jocurilor Olimpice (1908) în care a câștigat o medalie de aur în proba de ștafetă mixtă.

## Palmares
| An   | Competiție        | Locație                | Loc | Eveniment     | Note   |
| ---- | ----------------- | ---------------------- | --- | ------------- | ------ |
| 1908 | Jocurile Olimpice | Londra, Marea Britanie | 4   | 400 m         | NS     |
| 1908 | Jocurile Olimpice | Londra, Marea Britanie | 1   | Ștafetă mixtă | 3:29,4 |